# カイオ・ハンジェウ・ダ・シウヴァ
カイオ・ハンジェウ・ダ・シウヴァ（ポルトガル語: Caio Rangel da Silva、1996年1月16日 - ）は、ブラジルのサッカー選手。ポジションはFW。

## クラブ歴
CRフラメンゴの下部組織に11歳の時に加入。加入以前には既にリオデジャネイロのサッカートーナメントで50得点をあげる活躍を見せていた。2015年2月までの契約があったが、2014年1月にカリアリ・カルチョに4年契約で移籍。フラメンゴ側は契約延長を求めていたものの失敗に終わる形となった。彼は「誰も国を出るのに相応しい頃合なんて知らないが、兎に角自分は家族の事も考えなければならない。家族が決断の決め手となった。ここでは色々学ぶ事が出来たから皆に感謝している。観衆も素晴らしいこの国にいつか戻ってきて楽しませたい。」と述べた。セリエA初出場は2014年10月19日のUCサンプドリア戦で、67分にアルビン・エクダルに代えての投入であった。その後、SSCナポリ戦で2試合目を迎えたが、この試合は90分にビクトル・イバルボとの交代で投入であった。コッパ・イタリアではカルチョ・カターニア戦で初出場となったが、この試合も56分にジエゴ・ファリアスとの交代での出場であった。スターティングメンバーを掴んだのはコッパ・イタリアのモデナFC戦であったが、途中でジエゴ・ファリアスと交代となった。
その後、FCアロウカ、クルゼイロEC、クリシューマEC、AAポンチ・プレッタで期限付き移籍の形でプレーし、所有権はカリアリからGDエストリル・プライア、クルゼイロと移った。

## 代表歴
2010年にU-14代表でプレーした。U-17代表では2013 FIFA U-17ワールドカップに出場した。

## 私生活
2010年11月に両親と住んでいる彼の家は、近所での暴行に対する軍の警察の掃討に巻き込まれた。